# Dans l'ombre de la Lune
Ne doit pas être confondu avec In the Shadow of the Moon (film).
Pour plus de détails, voir Fiche technique et Distribution.
Dans l'ombre de la Lune (In the Shadow of the Moon) est un film documentaire américano-britannique réalisé par David Sington, sorti en 2007. Il a été produit, entre autres, par Ron Howard.

## Synopsis

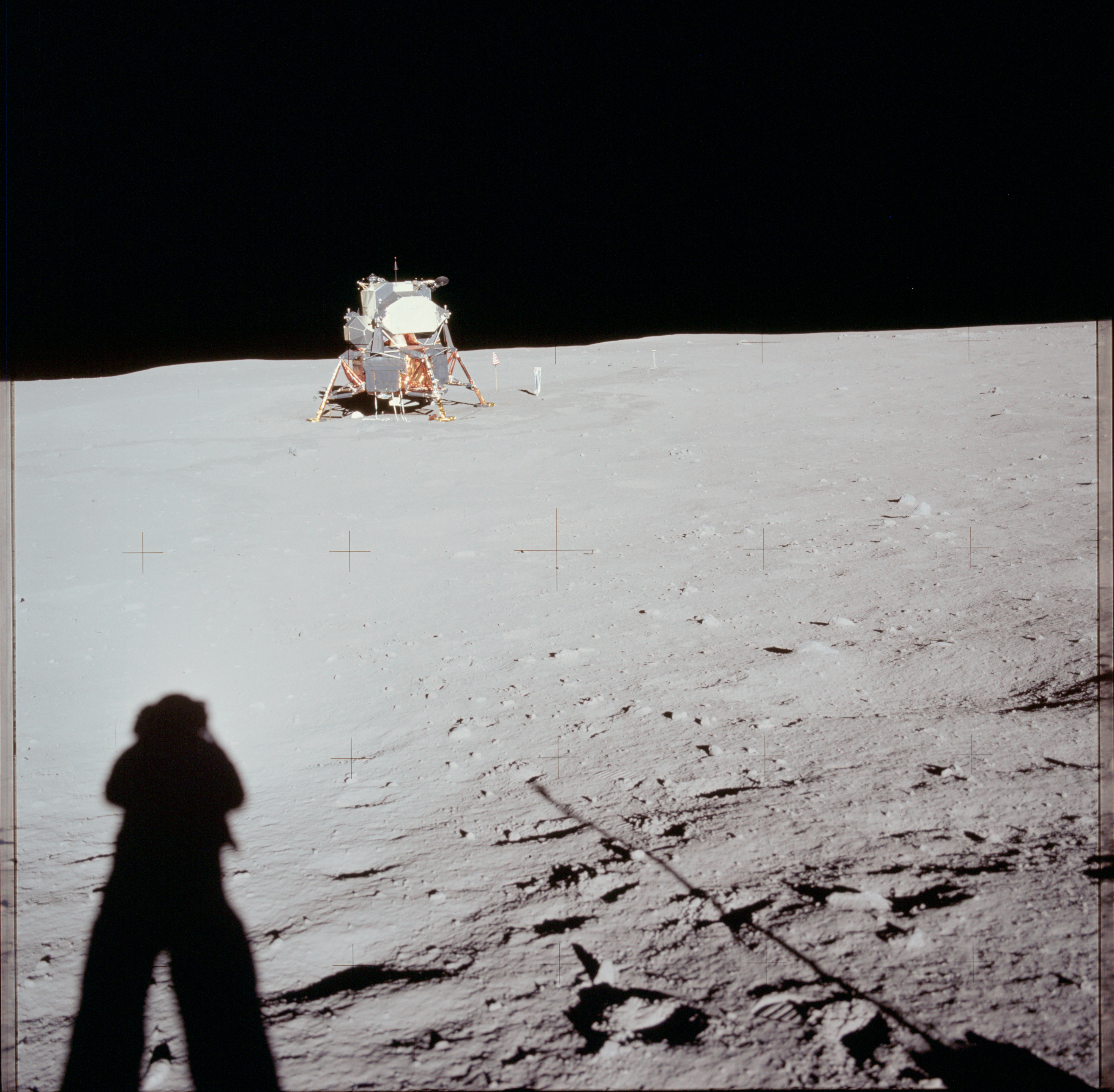
Photo prise durant la mission Apollo 11.

Les anciens membres des missions Apollo racontent leurs expériences lunaires.

## Fiche technique
- Titre : Dans l'ombre de la Lune
- Titre original : In the Shadow of the Moon
- Réalisation : David Sington
- Producteur executif : Ron Howard
- Musique : Philip Sheppard (en)
- Photographie : Clive North
- Son : Steve Cookman, Mike Dowson, Robin Green et Kevin Meredith
- Montage : David Fairhead
- Société de production : Discovery Films, FilmFour, Passion Pictures (en)
- Pays de production :  Royaume-Uni /  États-Unis
- Genre : Documentaire
- Durée : 109 minutes
- Dates de sortie : 
  - États-Unis : 19 janvier 2007
  - France : 21 juillet 2009
- Date de diffusion en France : 20 juillet 2009 sur arte.

## Distribution
- Buzz Aldrin
- Neil Armstrong (archive)
- Stephen Armstrong (archive)
- Viola Armstrong (archive)
- Alan Bean
- Eugene Cernan
- Michael Collins
- Charles Duke
- John F. Kennedy (archive)
- Jim Lovell
- Edgar Mitchell
- Garry Moore (archive)
- Harrison Schmitt
- Dave Scott
- John Young

## Distinctions
Le film a été nommé au British Independent Film Award du meilleur documentaire.